# 天津工业
天津工业是天津经济发展的重要行业，在近代天津一度是全国重要的工业城市，近年来随着滨海新区的开发开放，天津工业业又焕发出新的生机。

## 历史
天津工业发达、门类齐全，是中国近代工业的发祥地。国民政府时期和计划经济时期，天津的工业发展水平在中国仅次于上海。天津的久大精盐公司、永利碱厂等曾开创中国化学工业的先河。中华人民共和国的第一台电视机、第一部电话、第一架照相机、第一台汽车发动机、第一只手表都产自天津。
2007至2009年间，天津策划了四批80项重大工业项目，总投资4358亿元。2007年11月份，天津市委、市政府将“海鸥精密机械加工”项目列入“天津市40项重大工业项目”。2008年6月18日海鸥精密机械加工基地开工。2010年10月竣工后，可形成年产1000万只中高档机械表机芯、100万只海鸥中高档成品表、40亿元产值收入的规模。2008年，列入天津市40项重大工业项目之一的“天津钢管扩能改造项目”子项-258轧管、720旋扩管项目一次热试成功，提前全线贯通，标志着钢管扩能改造项目全部建成投产。天津其他重大工业项目还包括冶金机械领域的滨海机电工业园、中国南车集团天津工业园、中国北车集团天津工业园、中船重工天津临港造修船基地；生物医药领域的金耀生物园、百特大输液增资扩能项目；新材料领域的大功率半导体照明产业基地等。

## 产业结构
| 工业组别                             | 比重% |
| ------------------------------------ | ----- |
| 黑色金属冶炼和延压加工业             | 15.7  |
| 通讯设备、计算机和其他电子产品制造业 | 10.6  |
| 汽车制造业                           | 7.1   |
| 煤炭开采和洗选业                     | 5.9   |
| 化学原料及化学制品制造业             | 5.2   |
| 食品制造业                           | 4.6   |
| 金属制品业                           | 4.5   |
| 石油和天然气开采业                   | 4.3   |
| 石油加工及炼焦业                     | 4.1   |

2011年，天津八大优势支柱产业（航空航天、石油化工、装备制造、电子信息、生物医药、新能源新材料、轻工纺织、国防科技）的产值规模达到了18881.52亿元，占全市工业产值的比重达到90.5%，对全市工业增长的贡献率达到90.1%；装备制造业产值超过8000亿元，石油化工业产值近4000亿元，电子信息、轻工纺织业产值超过2500亿元。2011年天津全市工业企业专利申请达到20471件；2015年，天津市工业企业专利申请量达到65187件，同比增长36.5%。全球500强企业中已有163家在天津设立了分公司或办事处。渤海鋼鐵集團在2014年、2015年曾连续两年入圍《財富》世界500強。

## 制造业
2016年第一季度数据显示，天津市制造业总产值占规模以上工业比重超九成。

### 钢铁业
2007年天津市拥有4家上规模的钢铁公司，分别为天津钢管集团、天津钢铁有限公司、天津天铁冶金集团有限公司和天津冶金集团，4家公司无论是规模还是资金都没有特别的悬殊。

### 电子信息制造业
天津电子信息制造业和服务业在通讯设备、光电显示、电子元器件、工业电子、新型消费电子以及战略新兴信息技术等领域形成了实力雄厚的电子信息制造产业群和完整产业链，有中科蓝鲸的海量存储项目、天津蓝孚的电子加速器生产基地、以及天津生物芯片的研发基地等重大项目，2014年实现产值1928.81亿元。

### 航空航天业
天津航空航天产业有空客A320总装线、长征五号系列火箭、无人航空载具生产基地、直升机产业基地、机翼组装生产、航天器制造产业基地等，已形成大飞机、直升机、无人机、大火箭、卫星“三机一箭一星”产业格局，天津成为全国唯一兼有航空与航天两大产业的城市。

### 交通工具制造业
天津还是全球最大的自行车生产基地。

## 能源工业
在油氣開採方面，天津對出的渤海灣海床屬渤海油田群一部分，蘊藏大量石油資源。油田於1967年被發現，並自1975年起逐步開採，為中國最早開發的海上油田。
在石油化工领域，天津有百万吨乙烯、千万吨炼油、渤海化工园、精细化工基地；在能源产业领域，天津有京瓷太阳能新工厂、风电产业聚集地、北疆发电厂等，并计划发展建设“全球能源互联网”，在能源输入上实施特高压外电入津，在能源应用推广上更多融入智能化元素，在能源开发消费上实施清洁替代。2011年，天津三电厂共同投资100多亿元，建设天然气供热发电项目，实现了调整能源结构的历史性突破。2014年天津最大光伏电站建成，每年可提供清洁电力达到1842万千瓦时，相当于1万多户家庭一年使用的电量。

## 建筑业
在建筑业领域，由于近年来城市建设的高速发展,使天津的建筑业尤其是国有建筑企业取得重大发展。2013年，天津有1731家建筑企业，在天津务工的建筑业农民工超过80万人，其中仅地铁各项目现场施工人员就超过了1万人。2014年，建筑业总产值达4123.49亿元，房屋建筑施工面积有1.42亿平方米，房屋建筑竣工面积有3232.02万平方米。2015年天津市建筑业完成产值4450亿元，实现增加值720亿元，完成外埠产值1650亿元。

## 品牌
天津著名的品牌有：天津钢铁有限公司、天津一汽丰田汽车有限公司、天津一汽夏利汽车股份有限公司、天津飞鸽自行车有限公司、中法合营王朝葡萄酿酒有限公司、康师傅控股有限公司等。